# Orokieta-Erbiti
Orokieta-Erbiti en basque ou Oroquieta-Erviti en espagnol est un concejo situé dans la commune de Basaburua dans la Communauté forale de Navarre, en Espagne. Il est constitué de trois hameaux : Erbiti, Orokieta et Ola.
Orokieta-Erbiti est situé dans la zone linguistique bascophone de Navarre.

## Géographie
Erbiti
Le village se situe à 33 km de Pampelune et 67 km de Saint-Sébastien. Au nord coule la rivière Basaburua ibaia (rivière de Basaburua). 
Le village est entouré par des montagnes au sud où se situe le massif de Pagadiandieta-Arraldegaina, avec les monts Aano, Xoxanea, Zugazmendi (806 m) et à l'ouest le mont Arkatxu (776 m).
Orokieta
Le hameau se situe sur la route de Saldias, qui longe le ruisseau Orokietako erreka
Ola
Le hameau se situe sur la route entre Orokieta et Saldias, qui longe le ruisseau Orokietako erreka.

## Langues
En 2011, 67.2% de la population de Basaburua ayant 16 ans et plus avait le basque comme langue maternelle. La population totale située dans la zone bascophone en 2018, comprenant 64 municipalités dont Basaburua, était bilingue à 60.8%, à cela s'ajoute 10.7% de bilingues réceptifs.

## Patrimoine

### Patrimoine religieux
- Erbiti : L'église paroissiale de La Natividad / Natibitatea (Église de la Nativité)[3].
- Orokieta : L'église paroissiale de San Tiburtzio / San Tiburcio (Saint Tiburce)[4].
- Ola : L'ermitage de San fermin (Sainẗ Firmin).